# Pronevera
Proneverа je čin zadržavanja imovine radi prisvajanja takve imovine od strane jedne ili više osoba kojima je imovina poverena, bilo da je drže ili koriste u određene svrhe. Pronevera je vrsta finansijske prevare. Na primer, advokat može proneveriti sredstva sa povereničkih računa svojih klijenata; finansijski savetnik može proneveriti sredstva investitora; a muž ili žena mogu proneveriti sredstva sa bankovnog računa koji se zajednički vodi sa supružnikom.
Pronevera je obično krivično delo s predumišljajem, koje se izvodi metodično, uz mere predostrožnosti koje prikrivaju krivičnu konverziju imovine, koja se dešava bez znanja ili pristanka pogođene osobe. Često uključuje poverljivu osobu koja proneverava samo mali deo ukupnih sredstava ili resursa koje dobija ili kontroliše, u pokušaju da umanji rizik od otkrivanja pogrešne raspodele sredstava ili resursa. U slučaju uspeha, pronevere mogu da se nastave dugi niz godina bez otkrivanja. Žrtve često shvate da nedostaju novčana sredstva, ušteđevine, imovina ili drugi resursi i da ih je proneverivač prevario, samo kada je istovremeno potreban relativno velik deo sredstava; ili su sredstva potrebna za drugu upotrebu; ili kada velika institucionalna reorganizacija (zatvaranje ili preseljenje pogona ili poslovne kancelarije, ili spajanje/pripajanje preduzeća) zahteva potpuno i nezavisno računovodstvo sve stvarne i likvidne imovine, pre ili istovremeno sa reorganizacijom.
U Sjedinjenim Državama, pronevera je zakonski prekršaj koji, u zavisnosti od okolnosti, može biti krivično delo prema državnom zakonu, saveznom zakonu ili oboje; stoga se definicija krivičnog dela pronevere razlikuje u zavisnosti od datog statuta. Tipični kriminalni elementi pronevere su lažna konverzija imovine drugog lica od strane osobe koja ima zakonitu kontrolu nad imovinom.
1. Prevara: Zahtev da konverzija bude lažna zahteva da je proneverilac namerno, i bez polaganja prava ili greške, pretvorio poverenu imovinu u sopstvenu.
2. Krivična konverzija: Pronevera je zločin protiv vlasništva, odnosno poništavanje prava vlasnika da kontroliše raspolaganje i upotrebu imovine koja je poverena proneveriocu.[4] Element kriminalne konverzije zahteva značajno mešanje u imovinska prava vlasnika (za razliku od krađe, pri čemu je i najmanje pokretanje imovine, koje je praćeno namerom da se vlasnik trajno liši poseda imovine, dovoljan razlog).[4]
3. Imovina: Propisi o proneveri ne ograničavaju obim krivičnog dela na konverziju lične imovine. Statuti obično uključuju pretvaranje materijalne lične imovine, nematerijalne lične imovine i izbore na delu. Nekretnina obično nije uključena.
4. drugog: Osoba ne može proneveriti sopstvenu imovinu.
5. Zakonito posedovanje: Kritični element je taj da je proneverilac morao biti u zakonitom posedu imovine u vreme prevarantske konverzije, a ne samo imati starateljstvo nad imovinom. Ako je lopov imao zakonito posedovanje imovine, zločin je pronevera; ako je lopov imao samo starateljstvo, uobičajeno krivično delo je krađa.[5]

## Poređenje sa krađom
Pronevera se razlikuje od krađe na tri načina. Prvo, u proneveri se mora dogoditi stvarna konverzija; drugo, originalno uzimanje ne sme biti prekršajno, i treće, u kaznama. Tvrdnja da uzimanje nije bilo prekršajno je istovetna sa tvrdnjom da su lica koja su vršila pronevere imala pravo da poseduju, koriste ili pristupaju dotičnoj imovini i da su takva lica naknadno delovala u tajnosti i konvertovala imovinu u nenamenjenu ili nesankcionisanu upotrebu. Konverzija zahteva da tajna ometa imovinu, umesto da je samo preseli. Kao i u krađi, mera nije dobitak za proneverioca, već gubitak za vlasnike imovine. Primer konverzije je kada osoba evidentira čekove u registru čekova ili evidenciji transakcija kao da se koriste u jednu određenu svrhu, a zatim izričito koristi sredstva sa tekućeg računa u drugu i potpuno različitu svrhu.
Pronevera nije uvek oblik krađe ili čin krađe, jer se te definicije posebno bave uzimanjem nečega što ne pripada počiniocima. Umesto toga, pronevera je, uopšteno govoreći, čin prevarnog zatajivanja imovine od strane jedne ili više osoba kojima je poverena takva imovina. Lica kojima je poverena takva imovina mogu ili ne moraju imati vlasnički udeo u toj imovini.
U slučaju gde je to forma krađe, razlikovanje pronevere i krađe može biti otežano. Pravljenje razlike je posebno teško kada se radi o prisvajanju imovine od strane zaposlenih. Da bi dokazala proneveru, država mora da pokaže da je zaposleni posedovao robu „na osnovu svog zaposlenja”; odnosno da je zaposleni formalno delegirao ovlašćenja za vršenje značajne kontrole nad robom. Tipično, prilikom utvrđivanja da li je zaposleni imao dovoljnu kontrolu, sudovi uzimaju u obzir faktore kao što su naziv radnog mesta, opis posla i određene operativne prakse firme ili organizacije. Na primer, rukovodilac odeljenja cipela u robnoj kući verovatno bi imao dovoljnu kontrolu nad inventarom prodavnice (kao šef odeljenja) cipela; da ako bi robu konvertovali za sopstvenu upotrebu, oni bi bili krivi za proneveru. S druge strane, ako bi isti zaposleni krao kozmetiku iz odeljenja kozmetike u prodavnici, zločin ne bi bila pronevera već krađa. Za slučaj koji ilustruje poteškoće u razlikovanju krađe i pronevere, pogledajte State v. Weaver, 359 N.C. 246; 607 S.E.2d 599 (2005).
Apelacioni sudovi Severne Karoline pojačali su ovu zabunu pogrešnim tumačenjem statuta na osnovu zakona koji je parlament doneo 1528. Sudovi Severne Karoline tumačili su ovaj statut kao krivično delo nazvano „krađa zaposlenih”; krivično delo koje je bilo odvojeno i razlikovalo se od opštepravne krađe.. Međutim, kako primećuje Perkins, svrha statuta nije bila da stvori novo krivično delo, već samo da potvrdi da dela opisana u statutu ispunjavaju elemente opštepravne krađe.

## Metode
Pronevera ponekad uključuje falsifikovanje evidencija kako bi se prikrila aktivnost. Utajivači obično proneveravaju relativno male količine, sistematično ili metodično, tokom dužeg vremenskog perioda, mada postoje slučajevi kada je odjednom proneverena jedna velika suma. Neke vrlo uspešne šeme pronevere nastavile su se dugi niz godina pre nego što su otkrivene zbog umeća proneverivača da prikrije prirodu transakcija ili veštine sticanja poverenja investitora ili klijenata, koji tada nerado „proveravaju” proneverivačevu pouzdanost.
Proneveru ne treba mešati sa zatajivanjem, koje je nedovoljno prijavljivanje prihoda i stavljanje razlike u svoje džepove. Na primer, 2005. godine utvrđeno je da je nekoliko menadžera dobavljača usluga Aramark podcenilo dobit na nizu lokacija prodajnih automata na istoku Sjedinjenih Država. Iako je količina ukradena sa svake mašine bila relativno mala, ukupna količina uzeta sa mnogih mašina tokom dužeg vremenskog perioda bila je veoma velika. Pametna tehnika koju koriste mnogi proneverivači malog obima može biti pokrivena falsifikovanjem evidencije. (Na primer, uklanjanjem male količine novca i falsifikovanjem evidencije registar bi bio tehnički ostao ispravan, dok bi menadžer uklonio profit i ostavivši glavnicu).
Drugi metod je stvaranje naloga lažnog prodavca i isporuka lažnih računa kompaniji koja je proneverena, tako da se izdati čekovi čine potpuno legitimnim. Još jedna metoda je stvaranje fantomskih zaposlenih, koji se zatim plaćaju čekovima platnog spiska.
Poslednje dve metode trebalo bi da mogu da se otkriju rutinskim revizijama, ali često ne bivaju ako revizija nije dovoljno detaljna, jer se čini da je dokumentacija uredna. Javno preduzeće mora na svakih pet godina da menja revizore i revizorske kompanije. Prvi metod je lakše otkriti ako su sve transakcije obavljenje čekovnim ili drugim instrumentom, ali ako postoji mnogo gotovinskih transakcija, mnogo se teže identifikuju. Poslodavci su razvili niz strategija za rešavanje ovog problema. Zapravo, registarske kase su izmišljene upravo iz ovog razloga.
Neki od najsloženijih (i potencijalno najunosnijih) oblika pronevere uključuju finansijske šeme slične poncijskim, gde se visoki prinosi ranim investitorima isplaćuju iz sredstava primljenih od kasnijih investitora, prevarenih da veruju da i oni sami ulaze u šemu visokog prinosa. Madofov investicioni skandal primer je ove vrste šeme pronevera na visokom nivou, pri čemu se smatra da je 65 milijardi dolara izvučeno iz lakovjernih investitora i finansijskih institucija.

## Engleska i Vels
Prekršaji malverzacija ranije su stvoreni u odeljcima 18 i 19 Zakona o krađi iz 1916.
Nekadašnja krivična dela pronevere zamenjena su novim krivičnim delima krađe, suprotno sekciji 1 Zakona o krađi iz 1968.

## Literatura
- Barnett, Cynthia (2000). The Measurement of White-Collar Crime Using Uniform Crime Reporting (UCR) Data (PDF)..
- Cox, Steven P. (2017) „White-Collar Crime in Museums”. Curator:The Museums Journal. 60 (2): 235—248. doi:10.1111/cura.12197..
- Dillon, Eamon (2008). The Fraudsters – How Con Artists Steal Your Money. Merlin. ISBN 978-1-903582-82-4. Chapter 5, Pillars of Society, published September 2008 by Merlin Publishing, Ireland
- Geis, G., Meier, R. & Salinger, L., ур. (1995). White-collar Crime: Classic & Contemporary Views. NY: Free Press.
- Green, Stuart P. (2006). Lying, Cheating, and Stealing: A Moral Theory of White Collar Crime. Oxford: Oxford University Press.
- Koller, Cynthia A. (2012). White Collar Crime in Housing: Mortgage Fraud in the United States. El Paso, TX: LFB Scholarly. ISBN 978-1593325343.
- Koller, Cynthia A., Laura A. Patterson & Elizabeth B. Scalf (2014). When Moral Reasoning and Ethics Training Fail: Reducing White Collar Crime through the Control of Opportunities for Deviance, 28 Notre Dame J.L. Ethics & Pub. Pol'y 549 (2014). Available at: http://scholarship.law.nd.edu/ndjlepp/vol28/iss2/5
- Lea, John. (2001). "Crime as Governance: Reorienting Criminology".
- Leap, Terry L. (2007). Dishonest Dollars: The Dynamics of White-Collar Crime. Ithaca: Cornell University Press. ISBN 978-0-8014-4520-0.
- Newman, Graeme R. & Clarke, Ronald V. (2003). Superhighway Robbery: Preventing E-commerce Crime. Portland, Or: Willan Publishing. ISBN 1-84392-018-2.
- Rolón, Darío N. Control, vigilancia, y respuesta penal en el ciberespacio, Latinamerica's new security Thinking, Clacso 2014.
- Reiman, J (1998). The Rich get Richer and the Poor get Prison. Boston: Allyn.& Bacon.
- Pontell, H. & Tillman, R. (1998). Profit Without Honor: White-collar Crime and the Looting of America. Upper Saddle River, NJ: Prentice Hall.
- Shapiro, Susan P. (1990). „Collaring the Crime, not the Criminal: Reconsidering the Concept of White-collar Crime”. American Sociological Review. 55 (3): 346—65. JSTOR 2095761. doi:10.2307/2095761..
- Simon, D. & Eitzen, D. (1993). Elite Deviance. Boston: Allyn & Bacon..
- Simon, D. & Hagan, F. (1999). White-collar Deviance. Boston: Allyn & Bacon.
- Thiollet, J.P.. (2002). Beau linge et argent sale — Fraude fiscale internationale et blanchiment des capitaux, Paris, Anagramme ed. ISBN 2-914571-17-8.
- U.S. Department of Justice, Federal Bureau of Investigation (1989). White Collar Crime: A Report to the Public.. Washington, D.C.: Government Printing Office.
- Notre Dame College Online "White-Collar vs. Blue-Collar Crime"  Архивирано на веб-сајту  (25. октобар 2021) 2019. South Euclid, Ohio.
- John R. Emshwiller and Rebecca Smith, Smith, Rebecca; Emshwiller, John R. (5. 8. 2003). 24 Days: How Two Wall Street Journal Reporters Uncovered the Lies that Destroyed Faith in Corporate America or Infectious Greed. HarperCollins. ISBN 0-06-052073-6., HarperInformation, 2003,
- Lawrence A. Cunningham, The Sarbanes-Oxley Yawn: Heavy Rhetoric, Light Reform (And It Might Just Work)
- Zabihollah Rezaee, Financial Statement Fraud: Prevention and Detection, Wiley 2002.